# Eristalis inflata
Eristalis inflata is een vliegensoort uit de familie van de zweefvliegen (Syrphidae). De wetenschappelijke naam van de soort werd in 1834 gepubliceerd door Macquart.